# Mieczysław Dukalski
Mieczysław Dukalski ps. „Mieczysław Pomorski”, „Jacek”, „Marek”, „Plamka” (ur. 1 stycznia 1910 w Radomiu, zm. 11 kwietnia 1998 w Paryżu) – polski działacz konspiracji niepodległościowej w czasie II wojny światowej, żołnierz ZJ i kapitan NSZ.

## Życiorys
Uczył się w Szkole Morskiej w Gdyni, a jednocześnie od maja 1934 r. działał intensywnie w Obozie Narodowo-Radykalnym. Był także referentem społecznym i ideowym Kursów Wiedzy Religijnej oraz odpowiadał za stronę ideową Katolickich Stowarzyszeń Młodzieży Męskiej i Żeńskiej. Ustąpił z tego stanowiska wskutek sprzeciwu biskupa chełmińskiego, Stanisława Wojciecha Okoniewskiego, który był przeciwnikiem radykalnych ruchów społeczno-politycznych. W latach 1937–1939 M. Dukalski był instruktorem żeglarstwa w Oddziale Gdańskim Akademickiego Związku Morskiego.
Przed wybuchem wojny obronnej 1939 r. pracował na stanowisku oficera wychowawcy w Szkole Morskiej w Gdyni. Po zajęciu miasta przez Niemców został aresztowany. Wkrótce jednak zwolniono go i pod koniec października 1939 r. wyjechał do Warszawy, gdzie wstąpił w szeregi Organizacji Wojskowej Związek Jaszczurczy. W listopadzie tego roku, na rozkaz komendanta głównego Związku Jaszczurczego porucznika Władysława Marcinkowskiego ps. „Jaxa”, rozpoczął nawiązywanie kontaktów z uciekinierami z Pomorza. Utworzył z nich tzw. Grupę Pomorską, która stanowiła zalążek Okręgu Pomorskiego ZJ z siedzibą w Warszawie.
Mieczysław Dukalski jesienią 1940 r. uczestniczył w rozmowach z Delegatem Rządu RP na Pomorze, Antonim Antczakiem, podczas których omawiano m.in. sprawy ułatwienia Delegaturze Rządu łączności z Pomorzem oraz utworzenia tzw. Milicji Pomorskiej w Toruniu. Na jej czele stanął M. Dukalski. Trudne warunki konspiracyjne na Ziemiach Zachodnich i Pomorzu spowodowały, że KG ZJ podjęła decyzję o utworzeniu Komendy Ziem Zachodnich, przemianowanej wkrótce na Inspektorat Ziem Zachodnich (IZZ). M. Dukalski został mianowany szefem oddziału I Inspektoratu. Był on również organizatorem i dowódcą oddziału specjalnego Akcji Specjalnej, który składał się z ludzi pochodzących z Pomorza, Śląska czy Łodzi i wykonywał m.in. akcje odwetowe, likwidacyjne, a także w celu pozyskiwania środków finansowych i broni. W ramach pracy w IZZ opracował instrukcję dla Polaków wcielanych do Wehrmachtu, według której nakazywano unikania poboru, ale tylko środkami legalnymi. W przeciwnym razie Polacy przebywający na froncie wschodnim mieli podejmować walkę z Sowietami, na froncie zachodnim mieli dezerterować i przyłączać się do polskich oddziałów, a ci, którzy służyli na terenie Rzeszy lub w jednych z krajów okupowanych mieli prowadzić sabotaż i wywiad i ewentualnie nawiązywać kontakty z ośrodkami ZJ. M. Dukalski angażował się również w sprawy wywiadu Wydziału Zachodniego KG ZJ, wizytując m.in. na pocz. 1942 r. placówki ZJ na Śląsku. Po aresztowaniu przez Niemców por. Stanisława Jeute ps. „Stach Zachodni”, który stał na czele Wydziału Zachodniego i tym samym rozbiciu go, M. Dukalski zmienił miejsce zamieszkania. W lipcu 1942 r. rozpoczął wydawanie pisma „Na Zachodnim Szańcu” – organu prasowego IZZ.
Po scaleniu ZJ z rozłamowcami z NOW znalazł się w nowo utworzonych Narodowych Siłach Zbrojnych. 1 stycznia 1944 r. oddział AS IZZ rozkazem KG NSZ został przekształcony w Batalion Osłony Kwatery Głównej. Jego liczebność wahała się od 140 do 170 ludzi, a składał się z trzech kompanii, plutonu zmotoryzowanego (2 ciężarówki) i sekcji łączniczek. W I poł. 1944 r. Batalion poniósł duże straty w wyniku licznych aresztowań przez Gestapo. Wiosną tego roku – w okresie rozłamu w NSZ na tle scalenia z AK i rywalizacji obu komend NSZ – żołnierze Batalionu wraz z dowódcą uczestniczyli aktywnie w tym konflikcie, a kpt. NSZ M. Dukalski opowiedział się za mjr./płk. NSZ Stanisławem Nakoniecznikoff-Klukowskim ps. „Kmicic”. 15 czerwca, na jego rozkaz, kpt. NSZ M. Dukalski z kilku swoimi żołnierzami porwał z ulicy w centrum Warszawy ppłk. Albina Raka, b. zastępcę szefa sztabu KG NSZ i p.o. komendanta głównego NSZ (AK).
Krótko potem, 23 lipca 1944 r., „Zapora” został aresztowany przez Gestapo, gdy jechał tramwajem na akcję bojową. Trafił do więzienia przy al. Szucha. W trakcie przesłuchań Niemcy proponowali mu współpracę. Odmowa sprawiła, że 7 sierpnia 1944 kapitan trafił wpierw na kilka dni do obozu koncentracyjnego „Gross-Rosen”, a potem znalazł się w jego filii „Brieg-Pampitz” w Pępicach.
W tym czasie w obozie, obok więźniów kryminalnych, przebywała przeważająca grupa około 600 konspiratorów, głównie z AK, ale też z BCh i NSZ.
Z czasem wśród nich zawiązała się obozowa konspiracja. Dowództwo objął kpt. Pleban z AK, a kpt. Mieczysław Dukalski został jego zastępcą. Konspiratorzy zorganizowali się na wzór wojskowy, tworząc batalion kadrowy. Kadra oficerska i podoficerska była przewidziana na 4 kompanie. Najlepiej obsadzony był pluton szturmowy składający się wyłącznie z ludzi Akcji Specjalnej NSZ.
Jesienią 1944 r. grupa więźniów na czele z kpt. Dukalskim przystąpiła do budowy podkopu, przez który więźniowie zamierzali wydostać się poza obręb drutów kolczastych. Gdy prace były w połowie, nastąpiła wsypa i do ucieczki nie doszło.
Z upływem czasu, wskutek rotacji więźniów, topniała struktura konspiratorów. W związku z tym resztka batalionu kadrowego skupiona wokół kpt. Dukalskiego i kpt. Plebana postanowiła przyspieszyć działania, by uniknąć wywiezienia w głąb III Rzeszy.
Okazja nadarzyła się z początkiem grudnia, gdy z więźniów zaczęto tworzyć komanda robotnicze do pracy na zewnątrz obozu. Zajmowały się one przeładunkiem na ciężarówki zapasów Wehrmachtu z wagonów na rampie kolejowej stacji Löwen (Lewin Brzeski, a następnie wyładunkiem ich w magazynach, odległej o kilka kilometrów gorzelni we wsi Borkowice.
5 stycznia 1945 r. Mieczysław Dukalski wraz z 29 kolegami dokonał brawurowej ucieczki. W trakcie jazdy więźniowie obezwładnili konwojentów i kierowcę, zabrali im broń i mundury, i tak zdobytą ciężarówką ruszyli wspólnie w kierunku Opola. Zamierzali jak najszybciej dojechać do granicy z Generalnym Gubernatorstwem. Ta próba im się nie udała.
Mieczysław Dukalski ponownie uciekł, tym razem skutecznie, w nocy z 4/5 maja tego roku. Po zakończeniu wojny dołączył do Brygady Świętokrzyskiej NSZ stacjonującej w Niemczech i od 26 maja 1945 r. pełnił funkcję szefa Oddziału II Brygady. Po rozwiązaniu Brygady był m.in. kierownikiem obozu dla dipisów w okolicach Koblencji i mężem zaufania przy Wysokim Komisarzu dla okupowanej przez Francuzów części Niemiec. W latach 1951–1980 mieszkał w Gujanie Francuskiej. W 1980 r. przeniósł się do Francji. Przez długie lata używał nazwiska Mieczysław Zapora. Opublikował liczne wspomnienia z czasów wojny.

## Odznaczenia
- Krzyż Walecznych[2]
- Srebrny Krzyż Zasługi z Mieczami[2]
- Medal Wojska[2]
- przedstawiony do odznaczenia Virtuti Militari przez płk. Tadeusza Boguszewskiego[2]
- Krzyż Narodowego Czynu Zbrojnego (w 1997 odmówił przyjęcia odznaczenia z powodu przeszłości osoby nadającej – Aleksandra Kwaśniewskiego)[3]